# La madre (novela)
La madre es una novela de Maksim Gorki, uno de los grandes exponentes del realismo socialista, publicada en 1907. Trata de una mujer que lucha contra el régimen zarista.

## Introducción
La novela arranca con la muerte del obrero Mijaíl Vlásov, un hombre que martirizó física y anímicamente a su mujer Pelagia (cuyo patrónimo es Nílovna) durante los años que duró su matrimonio. Fruto del mismo es Pável cuyo carácter se va tornando cada vez más reservado. Pelagia no obtendrá explicación de este cambio de comportamiento hasta que un día Pável decide celebrar una reunión con algunos de sus compañeros en su propio hogar. En esa reunión, la madre tomará conocimiento de las inclinaciones políticas de su hijo, líder socialista en la fábrica en la que trabaja, y conocerá a las personas que componen su círculo más íntimo. 
En el transcurso de la historia, el lector puede apreciar el cambio de actitud de la madre hacia la actividad política. En un primer momento, su reacción es de rechazo, un rechazo que tiene su origen en el miedo que ha venido arrastrando a lo largo de su vida. Sin embargo, poco a poco se va involucrando en las reuniones de su hijo con sus compañeros de partido, a los cuales acaba tratando y considerando como si fueran sus propios hijos (quien sigue la historia acaba comprendiendo que Pelagia no es sólo la madre de Pável, sino también de todos sus compañeros, de toda la causa que defienden): su relación con personajes como Andrés, Natasha o Rybin es cada vez más estrecha.
Como consecuencia de sus actividades políticas, Pável es detenido por la policía zarista. A partir de ese momento, Pelagia deja de comportarse como una mera espectadora,y comienza a colaborar activamente en las actividades del partido: llevando pasquines a la fábrica de su hijo, transportando periódicos ilegales a las zonas rurales o transmitiendo a campesinos y trabajadores la ideología socialista aprendida de su hijo, a la que ella da un tinte religioso: desde su punto de vista, religión y socialismo defienden el reinado de las clases humildes. 
Finalmente, Pável y sus colaboradores son declarados culpables y enviados a Siberia en un juicio amañado. Al poco tiempo, y cuando la madre se dispone a transportar de nuevo documentación política ilegal, comprende que ha sido seguida por un espía zarista, siendo detenida y duramente golpeada (al defender frente a aquellos que la rodean sus recién adquiridas posiciones políticas en el momento de su detención). Gorki cierra en falso la novela al no aclarar al lector el destino final de la madre.

## Adaptaciones cinematográficas
- 1926: La madre